# Довбня, Михаил Иванович
Михаил Иванович Довбня — советский узбекистанский хозяйственный деятель, Герой Социалистического Труда.

## Биография
Родился в 1930 году в поселке Кирово. Член КПСС с 1954 года.
В 1953—1991 — помощник машиниста, машинист экскаватора Ургенчского строительно-монтажного управления треста «Хорезмводстрой» Министерства мелиорации и водного хозяйства Узбекской ССР.
Указом Президиума Верховного Совета СССР от 6 марта 1980 года присвоено звание Героя Социалистического Труда с вручением ордена Ленина и золотой медали «Серп и Молот».
Делегат XXVI съезда КПСС.
Жил в Краснодарском крае.

## Награды и звания
- Герой Социалистического Труда (06.03.1980)
- Орден Ленина (10.12.1973, 06.03.1980)
- Орден Трудового Красного Знамени (01.03.1965)